# Campeonato da Europa de Atletismo de 2016 - Lançamento de disco masculino
A prova do lançamento de disco masculino do Campeonato da Europa de Atletismo de 2016 foi disputada entre os dias 7 e 9 de julho de 2016 no Estádio Olímpico de Amsterdã em Amesterdão,  nos Países Baixos. 

## Recordes
Antes desta competição, os recordes mundiais e do campeonato nesta prova eram os seguintes:
|                       | Nome              | Nacionalidade     | Distância | Local          | Data                |
| --------------------- | ----------------- | ----------------- | --------- | -------------- | ------------------- |
| Recorde mundial       | Jürgen Schult     | Alemanha Oriental | 74m 08cm  | Neubrandenburg | 6 de junho de 1986  |
| Recorde do campeonato | Piotr Małachowski | Polónia           | 68m 87cm  | Barcelona      | 1 de agosto de 2010 |
| Recorde europeu       | Jürgen Schult     | Alemanha Oriental | 74m 08cm  | Neubrandenburg | 6 de junho de 1986  |

## Medalhistas
| Ouro                    | Prata                | Bronze            |
| Piotr Małachowski (POL) | Philip Milanov (BEL) | Gerd Kanter (EST) |

## Cronograma
Todos os horários são locais (UTC+2).
| Data       | Hora  | Evento       |
| ---------- | ----- | ------------ |
| 7 de julho | 17:15 | Qualificação |
| 9 de julho | 20:35 | Final        |

## Resultados

### Qualificação
Qualificação: Desempenho de 65.00 m (Q) ou os 12 melhores qualificados (q).
| Posição | Grupo | Atleta                | Nacionalidade | #1    | #2    | #3    | Resultados | Notas                |
| ------- | ----- | --------------------- | ------------- | ----- | ----- | ----- | ---------- | -------------------- |
| 1       | A     | Lois Maikel Martinez  | Espanha       | x     | 66.00 |       | 66.00      | Q                    |
| 2       | A     | Daniel Ståhl          | Suécia        | x     | x     | 65.78 | 65.78      | Q                    |
| 3       | A     | Zoltán Kővágó         | Hungria       | 65.21 |       |       | 65.21      | Q                    |
| 4       | A     | Gerd Kanter           | Estónia       | 61.07 | 65.13 |       | 65.13      | Q,                   |
| 5       | A     | Christoph Harting     | Alemanha      | 63.74 | x     | 65.09 | 65.09      | Q                    |
| 6       | B     | Daniel Jasinski       | Alemanha      | 62.03 | 64.89 |       | 64.89      | Q                    |
| 7       | B     | Philip Milanov        | Bélgica       | 64.53 |       |       | 64.53      | Q                    |
| 8       | B     | Robert Urbanek        | Polónia       | 64.28 |       |       | 64.28      | Q                    |
| 9       | B     | Martin Kupper         | Estónia       | 64.23 |       |       | 64.23      | Q                    |
| 10      | B     | Piotr Małachowski     | Polónia       | 63.95 | 64.15 |       | 64.15      | Q                    |
| 11      | B     | Rutger Smith          | Países Baixos | 61.36 | 62.70 | 63.85 | 63.85      | q,                   |
| 12      | B     | Hannes Kirchler       | Itália        | 63.12 | 63.74 | x     | 63.74      | q                    |
| 13      | B     | Andrius Gudžius       | Lituânia      | 63.37 | 61.58 | 63.60 | 63.60      | =                    |
| 14      | A     | Martin Wierig         | Alemanha      | x     | x     | 63.60 | 63.60      |                      |
| 15      | A     | Danijel Furtula       | Montenegro    | 60.57 | 59.45 | 63.14 | 63.14      |                      |
| 16      | B     | Sven Martin Skagestad | Noruega       | 57.34 | 62.04 | x     | 62.04      |                      |
| 17      | A     | Erik Cadée            | Países Baixos | 61.79 | 61.93 | x     | 61.93      |                      |
| 18      | A     | Apostolos Parellis    | Chipre        | 61.89 | x     | x     | 61.89      |                      |
| 19      | B     | Niklas Arrhenius      | Suécia        | x     | x     | 61.63 | 61.63      |                      |
| 20      | B     | Mykyta Nesterenko     | Ucrânia       | x     | x     | 61.35 | 61.35      |                      |
| 21      | A     | Bartłomiej Stój       | Polónia       | x     | 61.30 | x     | 61.30      |                      |
| 22      | A     | Guðni Valur Guðnason  | Islândia      | 58.18 | 57.91 | 61.20 | 61.20      | Recorde da temporada |
| 23      | A     | János Huszák          | Hungria       | x     | 60.58 | x     | 60.58      |                      |
| 24      | B     | Frank Casañas         | Espanha       | x     | x     | 59.06 | 59.06      |                      |
| 25      | A     | Tomáš Vonavka         | Chéquia       | x     | 58.39 | 57.41 | 58.39      |                      |
| 26      | B     | Róbert Szikszai       | Hungria       | 58.01 | x     | x     | 58.01      |                      |
| 27      | A     | Oleksiy Semenov       | Ucrânia       | 53.82 | 56.27 | 57.94 | 57.94      |                      |
| 28      | A     | Eligijus Ruškys       | Lituânia      | x     | x     | x     | NM         |                      |
| 28      | B     | Ercüment Olgundeniz   | Turquia       | x     | x     | x     | NM         |                      |
| 28      | B     | Axel Härstedt         | Suécia        | x     | x     | x     | NM         |                      |

### Final
| Posição           | Atleta               | Nacionalidade | #1    | #2    | #3    | #4    | #5    | #6    | Resultados | Notas                |
| ----------------- | -------------------- | ------------- | ----- | ----- | ----- | ----- | ----- | ----- | ---------- | -------------------- |
| Medalha de ouro   | Piotr Małachowski    | Polónia       | 62.73 | 65.96 | 66.15 | 67.06 | 65.68 | 64.97 | 67.06      |                      |
| Medalha de prata  | Philip Milanov       | Bélgica       | 64.07 | 64.46 | 65.71 | 64.79 | x     | 63.49 | 65.71      |                      |
| Medalha de bronze | Gerd Kanter          | Estónia       | x     | 65.27 | 62.05 | x     | x     | 62.76 | 65.27      | Recorde da temporada |
| 4                 | Christoph Harting    | Alemanha      | 57.60 | 62.53 | x     | 62.47 | x     | 65.13 | 65.13      |                      |
| 5                 | Daniel Ståhl         | Suécia        | 62.17 | 64.04 | 58.44 | x     | 62.53 | 64.77 | 64.77      |                      |
| 6                 | Zoltán Kővágó        | Hungria       | x     | 63.27 | 64.66 | x     | x     | 63.13 | 64.66      |                      |
| 7                 | Martin Kupper        | Estónia       | 63.22 | 62.99 | 63.55 | 62.00 | 60.28 | 62.45 | 63.55      |                      |
| 8                 | Daniel Jasinski      | Alemanha      | 63.00 | 62.11 | 63.35 | 61.87 | 61.00 | 63.07 | 63.35      |                      |
| 9                 | Robert Urbanek       | Polónia       | 61.69 | 58.93 | 62.18 |       |       |       | 62.18      |                      |
| 10                | Hannes Kirchler      | Itália        | 57.67 | 60.18 | 57.24 |       |       |       | 60.18      |                      |
| 11                | Rutger Smith         | Países Baixos | 57.62 | 59.99 | x     |       |       |       | 59.99      |                      |
| 12                | Lois Maikel Martínez | Espanha       | 57.40 | 59.17 | 59.27 |       |       |       | 59.27      |                      |

Legenda
| Recorde mundial       | Recorde mundial (World record)               |                       | Recorde africano                      | Recorde africano (African) |                                           | Q | Classificado por posição (Qualified) |
| Recorde do campeonato | Recorde do campeonato (Championship record)  | Recorde da América    | Recorde da América (Americas)         | q                          | Classificado por melhor tempo (Qualified) |   |                                      |
| Melhor marca do ano   | Melhor marca do ano (World leading)          | Recorde asiático      | Recorde asiático (Asian)              | DNS                        | Não largou (Did not start)                |   |                                      |
| Recorde nacional      | Recorde nacional (National record)           | Recorde europeu       | Recorde europeu (European)            | DNF                        | Não terminou (Did not finish)             |   |                                      |
| Recorde pessoal       | Recorde pessoal do atleta (Personal best)    | Recorde da Oceania    | Recorde da Oceania (Oceania)          | DSQ / DQ                   | Desclassificado (Disqualified)            |   |                                      |
| Recorde da temporada  | Recorde da temporada do atleta (Season best) | Recorde sul-americano | Recorde sul-americano (South America) | NM                         | Sem marca (No mark)                       |   |                                      |